# Camellia ilicifolia
Camellia ilicifolia là một loài thực vật có hoa trong họ Theaceae. Loài này được Y.K.Li mô tả khoa học đầu tiên năm 1981.